# All'ovest niente di nuovo
All'ovest niente di nuovo (All Quiet on the Western Front) è un film del 1930 diretto da Lewis Milestone.

## Analisi
Tratto dal romanzo di Erich Maria Remarque Niente di nuovo sul fronte occidentale (1928), è considerato universalmente come un classico dell'antimilitarismo. Nel 1979 ne venne realizzato un remake per la TV intitolato Niente di nuovo sul fronte occidentale e diretto da Delbert Mann.

## Trama
1916. In un piccolo villaggio tedesco, il professore di liceo Kantorek esalta gli ideali bellici e patriottici e convince i propri allievi ad arruolarsi (tranne un giovane chiamato Giuseppe Behn, che verrà successivamente persuaso dai suoi compagni), ma il loro entusiasmo scema immediatamente all'eseguire, durante l'addestramento, gli ordini del sottufficiale Himmelstoss, che con i suoi modi ed il carattere austero educherà i ragazzi alla vera realtà del fronte, ben diversa dalla retorica del professore. I soldati vengono poi assegnati ad un'unità di veterani, che nei loro confronti si sentono superiori e sono meno accomodanti; questi, senza cibo da due giorni, ridacchiano con un po' di malizia quando i "pulcini" chiedono loro qualcosa da mangiare. Fortunatamente, hanno dalla loro parte un soldato particolarmente abile nel trovare cibarie, chiamato Stanislaw Katczinsky. Le reclute sono infine inviate in un camion a svolgere una missione durante la notte, ma i nemici tendono loro un'imboscata bombardando improvvisamente la zona e suscitando panico tra le file combattenti; Behn, accecato da un colpo d'artiglieria e noncurante del pericolo per il dolore, grida esponendosi ai nemici e così viene colpito.
Tutti, nascosti nelle trincee, guardano impotenti la scena tranne il soldato Franz Kemmerich che, legato dall'amicizia con lui, corre subito a riportarlo fra loro ignorando gli ammonimenti di Katczinsky; quest'ultimo, facendogli notare che il suo compagno è ora un cadavere, rimprovera severamente la stupidità dell'atto d'imprudenza da lui commesso.
Di mattina arriva nuovamente il camion a riportare in salvo l'unità, di cui la maggior parte dei soldati è sopravvissuta. Ritornati ai bunker presso i posti di combattimento, i soldati, martellati dalla fame e dagli interminabili ed assordanti colpi di artiglieria nemica, sebbene provino a svagarsi giocando a carte incominciano a dare in escandescenze: Kemmerich perde il controllo, ed uscendo dalla sua postazione viene gravemente ferito. Ad un certo punto i militi raggiungono le trincee in cui fronteggeranno un attacco francese tanto sanguinoso quanto inutile, ed eseguiranno una manovra di contrattacco.
Combattuta questa battaglia, i soldati ritornano per mangiare qualcosa, ma il cuoco della compagnia si rifiuta di dar loro cibo finché non arrivi la seconda compagnia al completo. I soldati spiegano al cuoco che dei 150 commilitoni presenti soltanto 80 sopravvissero al tremendo scontro, e questi accetta allora di distribuire tutte le razioni che aveva cucinato. Dopodiché, gravitando i loro pensieri sul medesimo argomento, iniziano una discussione semiseria sulle reali cause di una guerra tanto spaventosa; Katczinsky, il più ragionevole e sarcastico, propone ai re, ai diversi ministri ed ai generali di non mandare tutti a combattere un conflitto per il loro esclusivo tornaconto, ma di andare in mutande a bastonarsi l'un l'altro, stabilendo il vincitore in base alla forza. Alla fine decidono di andare in gruppo a visitare Kemmerich, a cui è stata amputata la gamba e che è in gravi condizioni e prossimo a morire: l'amico Müller gli chiede di avere i suoi stivali, che alla fine riuscirà ad ottenere; Bäumer fa invece compagnia al morente fino al momento in cui spira, cercando inutilmente di rasserenarlo. In una sequenza dalla profonda componente simbolica, Müller ed altri soldati perdono la vita in successione, mentre vengono mostrati i famosi stivali "ereditati" da Kemmerich.
Un giorno i fanti attaccano le linee nemiche in un cimitero e Bäumer uccide un soldato nemico. Intrappolato in una trincea, Paolo resta un'intera notte in compagnia del cadavere del giovane francese; in un accorato "dialogo" arriva a chiedergli scusa e gli promette di scrivere alla vedova. Più tardi, però, appena si presenta l'occasione dimentica il francese ed esce fuori dal nascondiglio. Quando Paolo viene ferito ed ottiene una licenza, ne approfitta per tornare al paese e, chiamato dall'anziano insegnante a testimoniare di fronte agli studenti l'eroismo della retorica ufficiale, svolge una dura requisitoria contro gli orrori della guerra. Gli studenti, però, non lo capiscono e lo trattano come un traditore. Paolo, disgustato da una società in cui non trova alcuna comprensione, preferisce tornare al fronte dove assiste alla morte di Katczinsky, ucciso da una bomba sganciata da un biplano. In un'apparentemente tranquilla giornata di pausa militare del 1918, poco prima dell'armistizio, il giovane alza la testa incuriosito dalla trincea, per osservare e con una mano tentare di catturare una farfalla, ma questo gesto gli costerà la vita, freddato da un cecchino francese. Il film termina con un sottofondo d'immagine relativa a un cimitero.

## Produzione
Le riprese del film iniziarono l'11 novembre 1929 e continuarono fino al marzo 1930. Prodotto dall'Universal Pictures, il film costò 1.448.864 dollari.
La lavorazione del film costò la vita ad un uomo, la distruzione di trentacinque set, dieci tonnellate di polvere da sparo, sei tonnellate di dinamite e seimila bombe.
Nel corso delle riprese diversi veterani dell'esercito tedesco, che vivevano negli Stati Uniti, furono chiamati come consulenti tecnici e comparse.

### Riprese
- RKO-Pathé Studios - 9336 Washington Blvd., Culver City, California, USA
- Balboa, Newport Beach, California, USA
- Irvine Ranch - 8471 N. Coast Highway, Laguna Beach, California, USA
- Little Europe, Backlot, Universal Studios - 100 Universal City Plaza, Universal City, California, USA
- Malibu Lake, California, USA
- Sherwood Forest, California, USA
- Universal Studios - 100 Universal City Plaza, Universal City, California, USA (studio)

## Distribuzione
In Italia la censura fascista bloccò sia il film che il libro di Remarque da cui è tratto. In seguito il libro venne editato dalla Mondadori, ma il film, doppiato in italiano dalla Universal nel 1950, venne più volte respinto dalle commissioni di revisione. Venne approvato alla circolazione cinematografica solo nel settembre 1955 e distribuito nel marzo 1956.

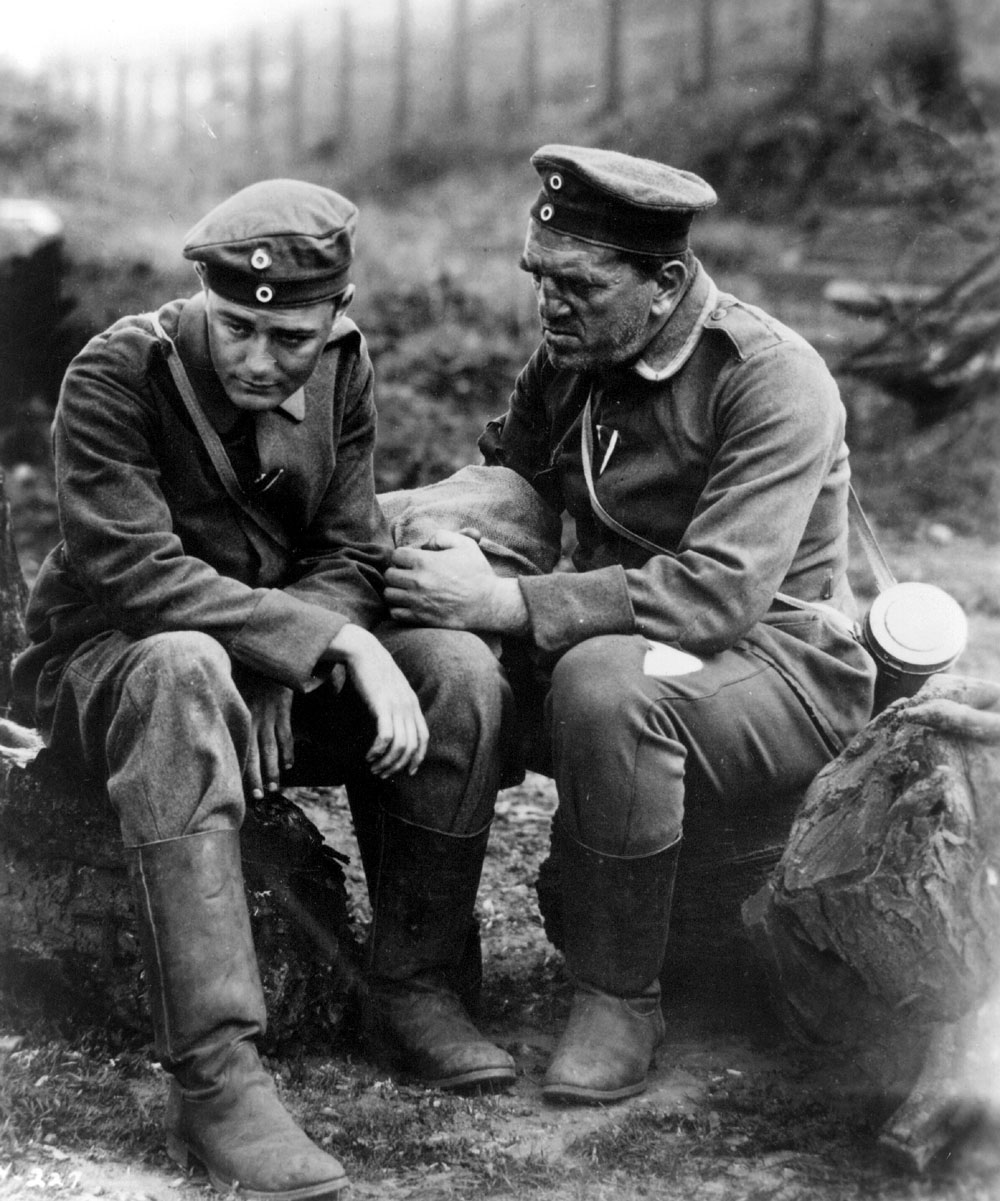
Una scena del film

La sua uscita nelle sale cinematografiche tedesche suscitò la reazione degli esponenti del partito nazista, che cercarono di bloccarne la visione, arrivando a lanciare topi in platea durante l'anteprima a Berlino.
Nel DVD italiano il film è presente con un nuovo doppiaggio.

### Date di distribuzione
- Stati Uniti d'America: 21 aprile 1930 (Los Angeles, California) (première)
- Brasile: 15 settembre 1930 (Nada de Novo no Front)
- Giappone: 24 ottobre 1930
- Svezia: 29 ottobre 1930 (På västfronten intet nytt)
- Francia (Parigi): 3 dicembre 1930 (À l'ouest rien de nouveau)
- Germania: 4 dicembre 1930 (Im Westen nichts Neues)
- Austria: 7 gennaio 1931 (Im Westen nichts Neues
- Finlandia: 9 gennaio 1931 (Länsirintamalta ei mitään uutta)
- Norvegia: 16 marzo 1931 (Intet nytt fra Vestfronten)
- Portogallo: 21 aprile 1931 (A Oeste Nada de Novo)
- Hong Kong: 7 maggio 1931
- Austria: 22 maggio 1931
- Danimarca: 11 maggio 1939 (riedizione) (Intet nyt fra vestfronten)
- Danimarca: 26 giugno 1939
- Francia: 26 dicembre 1950 (riedizione)
- Francia: 7 febbraio 1951 (riedizione)
- Germania Ovest: 14 marzo 1952 (riedizione)
- Austria: 17 ottobre 1952 (riedizione)
- Italia: marzo 1956 (All'ovest niente di nuovo)
- Francia: 30 ottobre 1963 (riedizione)
- Finlandia: 6 settembre 1968 (riedizione)
- Germania: 3 ottobre 1995 (prima TV) (versione restaurata)
- Regno Unito: 7 novembre 2003 (riedizione)
- Polonia (Na Zachodzie bez zmian)
- Ungheria (Nyugaton a helyzet változatlan)
- Grecia (Ouden neoteron apo to dytikon metopon)
- Brasile (Sem Novidade no Front)
- Spagna (Sin novedad en el frente)
- Islanda (Tíðindalaust á vesturvígstöðvunum)

## Accoglienza

### Incassi
Il film ricavò dai soli noleggi statunitensi 3.000.000 di dollari.

### Critica
(Mario Gromo su La Stampa dell'1 aprile 1956)

## Riconoscimenti
- 1930 (novembre) - Premio Oscar
  - Miglior film alla Universal Pictures
  - Migliore regia a Lewis Milestone
  - Candidatura Migliore sceneggiatura non originale a George Abbott, Maxwell Anderson e Del Andrews
  - Candidatura Migliore fotografia a Arthur Edeson

- 1931 - Kinema Junpo Award
  - Miglior film straniero a Lewis Milestone
- 1930 - National Board of Review of Motion Pictures
  - Migliori dieci film
- 1930 - Photoplay Award
  - Medaglia d'onore a Carl Laemmle Jr.

Nel 1990 è stato scelto per la conservazione nel National Film Registry della Biblioteca del Congresso degli Stati Uniti.
Nel 1998 l'American Film Institute l'ha inserito al cinquantaquattresimo posto della classifica dei cento migliori film statunitensi di tutti i tempi.
Nel 2008 l'ha inserito al settimo posto della classifica dei dieci migliori film epici.

## Curiosità
Nella scena finale la mano che protende verso la farfalla non è quella del protagonista interpretato da Lew Ayres ma del regista stesso Lewis Milestone.